# Alois Simonides
Alois Simonides (4. května 1871 Třebíč – 14. listopadu 1927 Praha), byl český a československý novinář a politik, jeden ze zakladatelů českých národních socialistů. Jako novinář vystupoval též pod pseudonymem Alois Koutský.

## Život
Narodil se 4. května 1871 v Třebíči do zámožné rodiny. Kvůli finančním problémům musel přerušit studia a začal pracovat jako pozlacovač a natěračský dělník. V roce 1886 odešel do Prahy, kde se stal členem Sokola a pěveckého spolku. Působil jako předák odborů natěračských dělníků. V roce 1893 působil jako účastník pražských demonstrací v souvislosti s procesem s Omladinou. Po přijetí protistátoprávního prohlášení poslanci české sociální demokracie v březnu 1897, předsedal manifestační schůzi 4. dubna 1897 na Staroměstské radnici, která prohlášení označila za herostratistické. Schůze znamenala faktické založení Strany národních dělníků, do jejíhož čela nastoupil František Kváča.
V ústředí nové strany řídil organizační a agitační odbor. Byl zakladatelem a šéfredaktorem novin Český dělník, České dělnické listy a Sociální reforma. Odborně spolupracoval s historikem Čeňkem Zíbrtem. Výrazně přispěl k vytvoření tiskařského družstva Melantrich. V roce 1903 se stal ředitelem dělnické Všeobecné nemocniční pojišťovny.
V roce 1911 byl zvolen do zastupitelstva Královského hlavního města Prahy. Od roku 1918 až do komunálních voleb v roce 1919 nastoupil do funkce náměstka předsedy Správního sboru hlavního města Prahy Přemysla Šámala, kde poté působil až do roku 1924. V době ustavení Velké Prahy působil jako starosta takzvaného vnitřního města pražského.